# Ukrajna földrajza
Ukrajna (ukránul Україна) Kelet-Európa egyik állama.

## Fekvése
Ukrajna Európa keleti részén helyezkedik el. Területét tekintve Oroszország után a második legnagyobb területű állam Európában. Területe 603 700 km².
Az ország határainak hossza 6500 km. Délen a partjait a Fekete-tenger és az Azovi-tenger mossa. Ukrajna hét országgal határos: Oroszország, Fehéroroszország, Lengyelország, Szlovákia, Magyarország, Románia, Moldova.
Ukrajna legnyugatibb és legkeletibb pontja között a távolság 1316 km, legnyugatibb pontjának koordinátája k. h. 22° 08′ (Tiszasalamon , Kárpátalja), legkeletibb pont koordinátája k. h. 40° 13′ (Cservona Zirka, Luhanszki terület). A legészakibb és legdélibb pont közötti távolság 893 km, legészakibb pont koordinátája é. sz. 52° 22′ (Gremjacs, Csernyihivi terület), a legdélibb pont koordinátája é. sz. 44° 23′ (Szarics-fok, Krím), az elcsatolt Krím nélkül a Duna-deltában fekvő Nova Zemlja sziget (Budzsák régió), é. sz. 45° 11′. Ukrajna földrajzi középpontja Dobrovelicsivka mellett található (Kirovohradi terület), koordinátái: é. sz. 48° 23′, k. h. 31° 11′48.383333°N 31.183333°E.

## Domborzata
Ukrajna domborzata eléggé változatos. Területének 95%-a síksági, 5%-a hegyvidéki fekvésű (alföld 70%, hátság 25%, hegység 5%). Ukrajna síksági részén a Kelet-európai-síkság található. A síkságok átlagos magassága a tengerszinttől számítva az alföldeknél 175–180 m, a hátságoknál 300–400 m. A hegységek átlagos magassága 1500–2000 m.

### Alföldek
Az ország területének 70%-át foglalják el az alföldek:
- Polisszjai-alföld – átlagos magassága 200 m körüli
- Dnyepermelléki-alföld – átlagos magassága északról délre haladva csökken, 170–90 m
- Poltavai-alföld – a Dnyepermelléki-alföld része
- Fekete-tengermelléki-alföld – magassága 150–200 m közötti
- Észak-krími-alföld – magassága nem haladja meg a 40 m-t
- Kárpátaljai-alföld – magassága 105–120 m közötti, több részre oszlik: Csapi-munkácsi-síkság, Szlatinai-síkság

### Hátságok
Ukrajna területének 25%-át foglalják el a hátságok:
- Volhíniai-hátság – magassága 220–250 m közötti.
- Podóliai-hátság – magassága 280–320 m közötti. Több részre oszlik: Kremeneci-hegyek, Holohori, Voronyáki, Opillja, Roztoccsa, Tovtri
- Hotini-hátság – magassága kb. 350–400 m, legmagasabb pontja Berda-hegy 515 m
- Szlovecsanszk-Ovrucsi-hátság – a Polisszjai-alföld területén található, legmagasabb pontja 316 m
- Dnyepermelléki-hátság – magassága 150–320 m között változik
- Donyeci-hátság – közepes magassága 175–300 m közötti
- Azovmelléki-hátság – több úgynevezett mohila is található itt
- Közép-Orosz-hátság – nyúlványai találhatóak az ország délkeleti-keleti határai mentén.

### Hegységek
Ukrajna területének 5%-át foglalják el a hegységek. Az országban két hegységrendszer található: az Ukrán-Kárpátok nyugaton és a Krími-hegység délen.
- Ukrán-Kárpátok – az ország legnagyobb hegysége, amely a Kárpátok-hegységrendszer részét képezi (Északkeleti-Kárpátok) Több hegyvonulatból áll: Keleti-Beszkidek, Gorgánok, Elő-Kárpátok, Pokuttya-Bukovinai-Kárpátok, Vízválasztói-Verhovinai-vonulat, Poloninai-vonulat, Csornahora (Hoverla, 2061 m, Brebeneszkul, 2035 m, Pop Ivan, 2026 m, Pietrosz, 2022 m), Rahói-hegyek, Vulkanikus-vonulat. Több fontos hágó is található itt: Uzsoki-hágó, Vereckei-hágó, Tatár-hágó.
- Krími-hegység – a Krím félsziget déli részén helyezkedik el, három hegyvonulatból áll: Fő-vonulat (Roman Kos, 1545 m, Aj-Petri, 1234 m), Belső-vonulat, Külső-vonulat.

## Tektonikai felépítés
Ukrajna területének nagy része a Kelet-európai-táblához tartozik. Az Ukrán-pajzs prekambriumi eredetű, a tábla megemelkedett része, domborzatban Dnyepermelléki- és az Azovmelléki-hátság kötődik hozzá. Volhíniai-podóliai-lemez és Galíciai-volhíniai-medence prekambriumi eredetű, domborzatformái a Volhíniai- és a Podóliai-hátságok. Dnyeperi-Donyeci-medence területén a Dnyepermelléki- és a Poltavai-alföldek találhatóak. A Donyeci gyűrődéses terület domborzatformája a Donyeci-hátság. A Voronyezsi-kristályos-masszívum prekambriumi eredetű, a domborzatban ez a Közép-Orosz-hátság. A Fekete-tenger melléki-medence prekambriumi eredetű és főleg a Fekete-tengermelléki-alföld területe kapcsolódik hozzá.
Nyugat-európai-tábla a Kelet-európai-tábla és a Kárpátok között helyezkedik el. Szkíta-tábla a hercini hegységképződés során alakult ki (~350-285 millió éve) és főleg a Krím síksági része tartozik ide. Ukrán-Kárpátok gyűrődéses struktúrái az alpesi hegységképződés során alakultak ki (~1 millió évtől), domborzatformái az Elő-kárpáti-hátság, a Kárpátok hegysége és a Kárpátaljai-alföld. Krími-hegység gyűrődéses struktúrái az alpesi hegységképződés során alakultak ki, egy része a Fekete-tengerbe süllyedt.

## Geológiai felépítés
Ukrajna területén különböző korokból származó kőzeteket találunk a legősibbektől (archaikumtól) a legfiatalabbakig (negyedidőszakig). A legősibb kőzetekre az Ukrán-pajzs területén bukkantak: gránit, gneisz, kvarcit, pala, homokkő stb. Volhíniában, a Dnyeperi-donyeci-medencében és a donyeci gyűrődéses területen paleozoikumból (~310-385 millió év) származó homok, homokkő, mészkő, dolomit, kőszén, agyag található. A Volhíniai-Podóliai-lemezen, a Voronyezsi-kristályos masszívumban, az Ukrán-Kárpátokban, a Krími előhegyeiben mezozoikumból (~230-65 millió éve) származó homok, homokkő, agyag, márga található. Kainozoikum ideji (~65-70 millió évtől) üledékes kőzetek (gleccser-, eolikus- és folyami üledékek) az egész ország területén megtalálhatóak: mészkő, homok, agyag stb.

## Ukrajna ásványkincsei
Ukrajna területe gazdag különböző ásványkincsekben. Több mint 90-féle ásványkincset tártak fel és kb. 8000 lelőhelyen folyik a kitermelés.

### Tüzelésre használt ásványkincsekUkrajna területén a következő tüzelőanyag-energetikai ásványkincsek találhatóak
- kőszén: donyeci-kőszénmedence, lvivi-volinyi-kőszénmedence
- barnaszén: dnyeperi-medence, Elő-Kárpátok területe, Kárpátalja területe
- kőolaj és földgáz: kárpáti kőolaj és földgázrégió, dnyeperi-donyeci kőolaj- és földgázrégió, Fekete-tengeri-krími földgázrégió
- tőzeg: főleg a Polisszja területén található.

### Érces ásványkincsek
Ukrajna jelentős mennyiségű érces ásványkinccsel rendelkezik világviszonylatban:
- vasérc: krivij rihi-vasércmedence, kremencsuki-vasércmedence, bilozerszki-vasércmedence, kercsi-vasércmedence.
- mangánérc: nyikopoli-medence, velikotomaki-medence.
- titánérc, nikkelérc, timföld, higanyérc, aranyérc, színesfémek, uránérc, rézérc stb.

### Nemérces ásványkincsek
Ukrajna jelentős mennyiségű nem érces ásványkinccsel rendelkezik világviszonylatban: ozokerit, terméskén, kősó, kálisó, foszforit, tűzálló agyag, grafit, kaolin, csillám, földpát, homok, gránit, gabbró, labradorit, kréta, márvány stb., ásványvíz.

## Paleográfiai feltételek Ukrajnában
Ukrajna területe különböző korokban más-más felszínformákkal rendelkezett.
- Archaikum (~2,5 milliárd éve) – hegységképződési folyamatok mentek végbe ekkor főleg.
- Paleozoikum (310-385 millió év) – Ukrajna területének legnagyobb részét tengerek borították. Az éghajlat nagy mértékben kedvezett a kősó, kőszén, kőolaj, földgáz képződésének.
- Mezozoikum (~230-60 millió éve) – a tengerek területe a kor végére visszahúzódnak részben. Az éghajlat következtében főleg kréta keletkezett.
- Kainozoikum (~70-65 millió éve) – ekkor kezdődik az alpi orogenezis, a tengerek visszahúzódnak, a neogén korban mérsékelt éghajlat dominált, az antropogén korban 10 000 évvel ezelőtt véget ért az utolsó eljegesedés, kialakult a mai természeti viszonyok alapja.

## Talajok, talajtakaró, talajkészlet
Ukrajna talajára jellemző a szélességi zonális tagolódás a síksági területeken, míg a hegységekben magassági övezetesség figyelhető meg. A különböző talajok az országban nem azonos nagyságú területeket foglalnak el.
Fontosabb talajtípusok:
- Podzolos gyeptalaj – a gleccserek helyén és folyók agyagos és homokos üledékein keletkezik tölgyesek és fenyvesek alatt; főleg a Polisszja területén fordul elő.
- Szürke erdei talaj – lombos erdők alatt keletkezik, tölgyesek és fenyvesek alatt; Podólia és Volhínia területe.
- Csernozjom talajok – ezek Ukrajna legtermékenyebb talajai, melyek az erdőssztyepp és sztyepp területén találhatóak. Több típusa is van: tipikus, egyszerű, déli, podzolos csernozjom.
- Gesztenyebarna talajok – főleg a Fekete-tengermelléki-alföldön találhatóak.
- Mocsaras talaj – a vegyeserdők folyóinak árterében helyezkednek el.
- Réti- és gyeptalajok – folyók árterében és lapályos helyek területén található.
- Szoloncsák és szolonyec talajok – szikes, terméketlen talajok.

Az Ukrán-Kárpátok talajai: barna erdei talaj, barna podzolos glejes talaj, barna podzolos talaj, barna réti talaj, hegyi réti talaj és tőzeges talaj.
A Krími-hegység talajai: déli csernozjom, karbonátos gyeptalaj, barnatalaj, vörös talaj, hegyi csernozjomtalaj.
A talajkészletekhez azok a földek tartoznak, amelyeket a mezőgazdasági, erdészeti, építészeti, ipari stb. célra használnak vagy használhatnak. Ukrajnában a földek ~70%-a mezőgazdasági haszonföld.

## Vízrajz

### Folyók
Ukrajna területén több nagy folyórendszer is található.
- Dnyeper – Ukrajna leghosszabb folyója, az oroszországi Valdaj-hátságon ered. Összhossza 2201 km, hossza Ukrajnában 981 km, vízgyűjtő területe 504 ezer km². Legnagyobb mellékfolyói: jobb oldaliak: Pripjaty, Teteriv, Rosz, Inhulec, bal oldaliak: Gyeszna, Trubizs, Szula, Pszel, Oril, Szamara.
- Dnyeszter – az Ukrán-Kárpátok északkeleti részén ered, összhosza 1362 km, Ukrajnában 705 km, vízgyűjtő területe 72,1 ezer km². Legnagyobb mellékfolyói: Szeret, Zbrucs, Sztrij.
- Déli-Bug – a Podóliai-hátságon ered, 806 km hosszú, vízgyűjtő területe 63,7 ezer km². Legnagyobb mellékfolyója az Inhul.
- Donyec – a Don mellékfolyója, hossza 1053 km, Ukrajnában 672 km, vízgyűjtő területe 98,9 ezer km².
- Nyugati-Bug – a Visztula mellékfolyója, hossza 772 km, Ukrajnában 401 km, vízgyűjtő területe 73,5 ezer km².
- Duna – Európa második legnagyobb folyója (a Volga után), hossza 2858 km, Ukrajnában 174 km (a folyó alsó szakasza), vízgyűjtő területe 817 000 km². Legnagyobb ukrajnai mellékfolyói: Tisza, Prut, Szeret.
- Szalhir – a Krím félsziget legnagyobb folyója.

### Tavak, víztározók
Ukrajna területén közel 20 ezer tó található, melyek nagysága változó.
A volinyi terület északi részén találhatóak a Sacki-tavak: Szvityáz-tó, Pulemecke-tó, Piscsanszki-tó, Ljucimir-tó, Luki-tó. A Sacki-tavak gazdagok halban, vízimadarakban, a tavakat tűlevelű és lomblevelű erdők veszik körül. Itt alakították ki a Sacki Nemzeti Parkot.
Ukrajna területén sok az ártéri tó. Ezek a folyómeder változása illetve a folyószabályozások során jöttek létre. Ezek a tavak különböző méretűek és formájúak (patkó alakúak, hosszúak, kerekek stb.). Többségük nem mély. Az ártéri tavak gazdagok halban, vízimadarakban és kiváló pihenőhelyek.
A Duna alsó folyásánál 26 nagy tó alakult ki. Legnagyobbak: Jalpug-tó, Kahul-tó, Szaszik (Kunduk)-tó, Katlabuh-tó, Kitaj-tó.
A Fekete-tenger partvidékén 22 limán található. Legnagyobb limánok: Dnyeszter-limán, Bugi-limán, Dnyeper-limán, Kujalanickij-limán, Hadzsibej-limán.
Ukrajna területén több sóstó is található: Perekopi-sóstavak, Szivas-öböltó, Szaszik-tó.
Az Ukrán-Kárpátok területén is sok tó található. Legnagyobb a Szinevéri-tó, a legmagasabban a Brebeneszkul-tó található.
Ukrajna több nagy folyóján is építettek víztározókat. Ezek megváltoztatják a folyók tulajdonságait. A víztározóban lelassul a folyó sebessége, csökken a vízcsere és az átfolyó víz mennyisége, felhalmozódik benne az iszap. Víztározók:
- Dnyeperen – Kijevi-víztározó, Kanyivi-víztározó, Kremencsuki-víztározó, Dnyiprodzerzsinszki-víztározó, Dnyeperi-víztározó, Kahovkai-víztározó.
- Dnyeszteren – Dnyeszteri-víztározó
- Déli-Bugon – Ladizsini-víztározó

Ukrajna területén a legnagyobb mocsarakat az Ukrán-Polisszja területén találjuk, mivel a területnek nagy a folyósűrűsége, ugyanakkor ezek a folyók nagyon lassúak.

## Éghajlat
Ukrajna éghajlata mérsékelt-szárazföldi, de a Krím déli részén szubtrópusi hatás érvényesül.
Ukrajna területén az időjárás változékony, ami annak köszönhető, területét éves átlagban 45 ciklon és 39 anticiklon érinti. Átlagosan évente 230-235 napon tiszta, napos idő van Ukrajna területe fölött.
A januári középhőmérséklet az ország északi-északkeleti részén −8 °C, délen és a Krímben +4 °C. A júliusi középhőmérséklet +19 °C és +24 °C között alakul. A hegyi régiókban a hőmérséklet az átlagnál jóval alacsonyabb. A fagymentes napok száma az ország nagy részén 150–160 nap, délen 200–210 nap, míg a Krím déli részén akár a 260 napot is elérheti.
A jellemző szélirány évszakonként változik. Télen Ukrajna északi részén a magas nedvességtartalmú nyugati szél a jellemző, míg az ország déli részén keleti-északkeleti, alacsony nedvességtartalmú szél fúj. Nyáron az ország nagy részére az északkeleti szél jellemző, de délen előfordulhatnak keleti-északkeleti szelek is. A Kárpátok és a Krím hegyei mögötti területek védve vannak a hideg északi-északkeleti légtömegektől.
Az éves csapadékmenyiség nyugat-északnyugat felől kelet-délkeleti irányba haladva fokozatosan csökken. A nyugati és északnyugati régióban az éves csapadékmennyiség 600–650 mm, keleten és délkeleten 300 mm. A hegyi régiókban az országos átlagnál lényegesen több csapadék esik. A Krím hegyeiben évi 1000–1200 mm, a Kárpátokban 1500 mm körül. A déli, sztyeppés vidéken a csapadék kevés, az év nagy részében szárazság van. A legcsapadékosabbak a nyári hónapok, a legszárazabb a február.

## Növény- és állatvilág

### Növényvilága
Ukrajna növényzete változatos. Jelenleg több mint 25 ezer növényfajt tartanak számon az ország területén. Ukrajnában az erdők összterülete meghaladja a 10 millió hektárt. A legtöbb erdő az Ukrán-Kárpátokban, a Krími-hegységben és a Polisszjában található.
Az erdőkben az erdeifenyő, lucfenyő, bükk, tölgy, hárs, juhar, jegenye, nyír, éger a legelterjedtebb.
A sztyeppen pusztai csenkesz, árvalányhaj, üröm, zsálya, bogáncs, sóvirág, lóhere stb. nő.
A különböző réteken más-más a növényvilág:
- ártéri rét – fűbokor, csenkesz, lóhere, sóska, cickafark stb.
- síksági rétek – csenkesz, komócsin, sás, lóhere stb.
- hegyi rétek – csenkesz, szőrfű, lóhere stb.

Ukrajna területének 2%-a mocsár, ahol sás, káka, gyékény, nád, zsurló stb. a legelterjedtebb növények.

### Állatvilág
Ukrajna állatvilága változatos; emlősök (100 faj), madarak (360 faj), halak (200 faj), hüllők (20 faj), kétéltűek (17 faj) honosak. Minden természeti komplexumnak megvan a maga állatvilága. Sok prémes állatot – például nutria, nyérc, ezüstróka, pézsmapocok – más területekről hoztak be és itt meghonosodott.
- Vegyeserdők övezete: jávorszarvas, őz, vaddisznó, gímszarvas, mókus, nyest, borz, mormota, barna medve, hiúz, róka, farkas, vadnyúl, császármadár, siketfajd, seregély, cinege, rigó, gőte, mocsári teknős, vízisikló, vipera, vadgalamb, daru stb.
- Erdőssztyepp területén a vegyeserdők és a sztyepp állatvilága keveredik.
- Sztyeppes övezet: ürge, ugróegér, hörcsög, görény, nyest, vadnyúl, róka, sün, pacsirta, fürj, sármány, sas, ölyv stb.
- Ukrán-Kárpátok: barna medve, hiúz, vaddisznó, mókus, szarvas stb.
- Krími-hegység: szarvas, nyest, muflon, mókus, denevér stb.

A vizekhez kapcsolódó állatok: sirály, jégmadár, vörösfejű réce, vadkacsa, gém, vadlúd, hattyú, pelikán, bölömbika; tokhal, viza, makréla, hering, delfin, fóka, sügér, keszeg, ponty, harcsa, pisztráng stb.

## Környezetvédelem

### Ukrajna geoökológiai helyzete
Ukrajnában a légkörbe különböző káros anyagok kerülnek. Legsúlyosabb helyzet a nagyvárosokban. A legszennyezettebb a levegő a Donyec-medencében. A légköri szennyezés következtében a csapadék is szennyezett.
Ukrajna folyói nagyon szennyezettek (nehézfémek, vegyületek, kőolajszármazékok stb.). A gazdasági tevékenység hatására veszélybe kerültek a felszín alatti vízkészletek is. Romlik a talajok minősége is a túlzott műtrágyázástól, öntözéstől valamint az ipari hulladékoktól.
Nagy károkat okozott a környezetben a Csernobili AEM katasztrófája. Az ország nagy területei sugárszennyezettek, így hosszú időre használhatatlanokká váltak.

### Természetvédelmi területek
Ukrajna védett természeti területeihez kb. 6500 objektum tartozik, melyek az ország területének 3%-át jelentik. 2002 elején ezen területekhez 5 védett bioszféra, 18 természetvédelmi terület, 10 nemzeti park, több mint 20 tájvédelmi körzet, kb. 2300 rezervátum, 3000 természeti emlék, 29 arborétum, 449 park és védett kistáj tartozott. Az országban a legnagyobb szintű védettséggel a természetvédelmi területek, a védett bioszférák és nemzeti parkok rendelkeznek. Ezek területén rengeteg ritka és kihalófélben lévő növény- és állatfaj található. A legfontosabb Ukrajnai természetvédelmi területek: Sacki Nemzeti Park, Rivnei Természetvédelmi Terület, Poliszjai Természetvédelmi Terület, Cseremi Természetvédelmi Terület, Roztoccsa Természetvédelmi Terület, Javorovi Nemzeti Park, Medobori Természetvédelmi Terület, Luhanszki Természetvédelmi Terület, Ukrán Sztyeppi Természetvédelmi Terület, Aszkanyija-Nova Védett Bioszféra, Opuki Természetvédelmi Terület, Kárpáti Nemzeti Park, Szinevéri Nemzeti Park, Krími Természetvédelmi Terület.